# Rappin
Rappin est une commune d'Allemagne se trouvant dans l'arrondissement de Poméranie-Occidentale-Rügen, en Poméranie occidentale, faisant partie du land de Mecklembourg-Poméranie-Occidentale.

## Géographie
Rappin est située sur l'île de Rügen, à 15 km au nord-ouest de Bergen auf Rügen.

## Quartiers
- Rappin
- Bubkevitz
- Groß Banzelvitz
- Helle
- Kartzitz
- Lüßmitz
- Moisselbritz
- Neu Kartzitz
- Tetzitz
- Zirmoisel

## Historique
Rappin a été mentionnée pour la première fois dans un document officiel en 1305 sous le nom de Repin.